# Visione Futura

Il logo del set

Visione Futura (in inglese Future Sight) è un set di espansione del gioco di carte collezionabili Magic: l'Adunanza. In vendita in tutto il mondo a partire dal 4 maggio 2007, è la terza e ultima espansione del blocco di Spirale Temporale, preceduta appunto da Spirale Temporale e Caos Dimensionale.

## Ambientazione
Rimanendo attinente all'ambientazione del blocco Spirale Temporale, in Visione Futura si resta a Dominaria: vengono però presentati, rivisti o introdotti scorci su altri piani del multiverso, taluni mai esplorati prima.

## Caratteristiche
Visione Futura è composta da 180 carte, stampate a bordo nero, così ripartite:
- per colore: 30 bianche, 30 blu, 30 nere, 30 rosse, 30 verdi, 3 multicolori, 15 incolori, 12 terre.
- per rarità: 60 comuni, 60 non comuni e 60 rare.

Il simbolo dell'espansione è un occhio, (o una clessidra vista da sopra), e si presenta nei consueti tre colori a seconda della rarità: nero per le comuni, argento per le non comuni, e oro per le rare.
Visione Futura è disponibile in bustine da 15 carte casuali e in 4 mazzi tematici precostituiti da 60 carte ciascuno:
- Shock Futuro (rosso/verde)
- Ribelli Unitevi (bianco/nero)
- Sospensione della Pena (blu/nero)
- Esplosione del Destino (blu/rosso)

Visione Futura fu presentata in tutto il mondo durante i tornei di prerelease il 21 aprile 2007, in quell'occasione venne distribuita una speciale carta olografica promozionale: il guerriero zombie leggendario Korlash, Erede di Blackblade, che presentava un'illustrazione alternativa rispetto alla carta che si poteva trovare nelle bustine.

### Ristampe
Nessuna carta è stata ristampata da set precedenti. Tuttavia le carte pianotraslate presenti in questa espansione saranno prima o poi ristampate in set successivi.

## Novità
Visione Futura si distingue da ogni altra espansione del gioco pubblicata prima per l'incredibile carico di novità che presenta in essa. Oltre a proporre un grande numero di nuove abilità e meccaniche di gioco, introduce ben due nuovi tipi di carta: i Viandanti e i Tribali, che vanno ad aggiungersi a quelli già esistenti fin dall'Edizione Alpha. Questi nuovi tipi sono citati nel testo della carta Tarmogoyf, ma non sono presenti nel set, eccetto un Incantesimo Tribale - Aura. La Wizards of the Coast ha atteso il successivo set (Lorwyn) per dare delucidazione sulle regole di gioco dei due nuovi tipi di carta e mostrare i primi viandanti.

### Nuove abilità
- Assorbire (Absorb): è una nuova abilità definita da parola chiave. Una creatura con Assorbire X fa sì che i primi X danni che ogni fonte infliggerebbe a quella creatura vengano prevenuti.
- Avvelenare (Poisonous): è un'abilità innescata. Una creatura con Avvelenare X, quando infligge danni da combattimento ad un giocatore, assegna X segnalini Veleno a quel giocatore. Un giocatore con dieci o più segnalini Veleno perde la partita.
- Frenesia (Frenzy): è una nuova abilità definita da parola chiave. Quando una creatura con Frenesia X attacca e non viene bloccata, prende +X/+0 fino alla fine del turno.
- Trasfigurare (Transfigure): è una nuova abilità definita da parola chiave. Trasfigurare è un'abilità attivata. "Trasfigurare [costo]" significa "[Costo], Sacrifica questo permanente: Passa in rassegna il tuo grimorio per una carta creatura con lo stesso costo di mana convertito di questo permanente e metti in gioco quella carta. Poi rimescola il tuo grimorio. Gioca questa abilità solo quando potresti giocare una stregoneria."
- Scambio d'Aura (Aura Swap): è una nuova abilità definita da parola chiave. "Scambio d'Aura [costo]" significa "[Costo]: Puoi scambiare questo permanente con una carta Aura nella tua mano."
- Destino (Fateseal): è una nuova abilità definita da parola chiave. Un permanente con Destino X, quando entra in gioco, permette di guardare le prime X carte del grimorio di un avversario, di metterne un qualunque numero in fondo al suo grimorio e le rimanenti in cima in qualunque ordine.
- Esumare (Delve): è una nuova abilità definita da parola chiave. Quando una carta con Esumare viene giocata, il suo controllore può esiliare un qualunque numero di carte dal suo cimitero. Il costo di mana della carta si abbasserà di un mana incolore per ogni carta esiliata in questo modo.
- Tempesta Sepolcrale (Gravestorm): è una nuova abilità definita da parola chiave. Quando una magia con Tempesta Sepolcrale si risolve, viene copiata gratuitamente un numero di volte pari al numero di permanenti messi in un cimitero in quello stesso turno. Il suo controllore è libero di scegliere nuovi bersagli per le copie.
- Magnificenza (Grandeur): è il nome di un'abilità che non influisce sulle regole. Compare in un ciclo di cinque creature leggendarie.

Visione Futura, come le altre espansioni del suo blocco, racchiude in sé anche molte abilità delle espansioni che la hanno preceduta, come Sete di Sangue di Patto delle Gilde, Profetizzare di Quinta Alba e altre ancora. Alcune carte di Visione Futura presentano due abilità che funzionano sinergicamente se usate insieme. Il Primarca Kavu ad esempio possiede sia Convocazione che Potenziamento. In questo caso si può ad esempio TAPpare delle creature con Convocazione per pagarci il costo di Potenziamento. Inoltre quest'espansione dà per la prima volta un nome a diverse abilità che sono già esistenti nel mondo di Magic:
- Tocco letale (Deathtouch): è un'abilità innescata. "Tocco letale" significa "Ogniqualvolta questo permanente infligge danno a una creatura, distruggi quella creatura."
- Legame vitale (Lifelink): è un'abilità innescata. "Legame vitale" significa "Ogniqualvolta questo permanente infligge danno, guadagni un pari ammontare di punti vita."
- Raggiungere (Reach): è un'abilità statica definita da parola chiave che sostituisce l'abilità "[Questa creatura] può bloccare come se avesse volare" già vista in creature come il Ragno Gigante. Le regole di volare cambiano di conseguenza.
- Velo (Shroud): è un'abilità statica. "Velo" significa "Questo permanente o giocatore non può essere bersaglio di magie o abilità."

### Fortificazioni
Fortificazione è un nuovo tipo di artefatto, che funziona esattamente come gli "equipaggiamenti", solo che vengono assegnate alle terre invece che alle creature. Ogni fortificazione entra in gioco non assegnata, ma è provvista dell'abilità Fortificare, che le consente di essere assegnata a una terra per potenziarla. Se la terra fortificata dovesse in seguito lasciare il campo di battaglia (ad esempio perché è stata distrutta) la fortificazione rimarrà in gioco, e potrà essere assegnata a una nuova terra. Si può comunque cambiare la terra fortificata senza che questa venga distrutta, basta pagare il costo dell'abilità "Fortificare", che può essere attivata però solo quando si potrebbe giocare una stregoneria, ovvero solo nelle fasi principali del proprio turno.

### Carte cronotraslate
Diversamente dalle carte cronotraslate di Spirale Temporale, che riproponevano la vecchia grafica pre-blocco Mirrodin, le nuove carte cronotlasate di Visione Futura mostrano un layout tutto nuovo. Poiché l'espansione Visione Futura si propone di racchiudere in sé molte delle future innovazioni di gioco, ognuna di queste carte farà parte di un set stampato in futuro, e racchiude in sé qualche cosa che non si è mai visto prima: dai semplici rimandi ad ambientazioni e storyline di espansioni future, a nuove abilità e meccaniche di gioco, fino a vere e proprie anticipazioni su nuovi tipi di carta.
- La carta Obbligato al silenzio introduce un nuovo tipo di carta: il Tribale. Ogni Incantesimo, Istantaneo o Stregoneria tribale ha un tipo di creatura, e viene influenzato dalle carte che ne citano il tipo.
- La carta Tarmogoyf ha destato forte intercettezza nei giocatori, poiché il suo testo recita "La forza del Tarmogoyf è pari al numero di tipi di carta presenti in ogni cimitero, e la sua costituzione è pari ad uno più quel numero (I tipi di carta sono: Artefatto, Creatura, Incantesimo, Istantaneo, Terra, Viandante, Stregoneria e Tribale.)" Si noti che all'epoca non esistevano ancora Viandanti, e vi era un solo Tribale.
- La carta Fustigatore Capo introduce il tipo di creatura Assemblatore, e recita: "Le altre creature Assemblatore che controlli prendono +1/+0 e hanno rapidità. Se un Assemblatore che controlli sta per montare un Congegno, monta invece due Congegni." Non è chiaro né che cosa sia effettivamente un Congegno né che tipo di abilità sia il montarlo.
- La carta Bosco Driade e la carta Liminid Lucente, analogamente alle Creature Artefatto, sono identificate come carte "multitipo", rispettivamente "Creatura Terra" e "Creatura Incantesimo". Queste carte sono influenzate da carte che ne citano i tipi, possono attaccare, e soffrono di debolezza da evocazione. Nel caso del Bosco Driade, essendo una Terra, la carta non è una magia e, poiché è di tipo Foresta Driade, è in grado di produrre mana verde.
- La carta Presidio di Darksteel, oltre a riprendere gli artefatti indistruttibili dell'espansione Darksteel, presenta un nuovo sottotipo di Artefatto: Fortificazione. In maniera molto simile ad un Equipaggiamento, una Fortificazione può essere assegnata ad una Terra attraverso l'abilità Fortificare, e le permette di utilizzare nuove abilità attive o passive.
- La carta Fuoco Spettrale, pur presentando un simbolo di mana rosso nel suo costo di mana, per un suo effetto è incolore. Per di più, il suo testo di colore recita: "Solo quelli dotati dell'occhio di Ugin, lo spirito drago, possono vedere il suo soffio infuocato". Tutto questo è un chiaro riferimento all'edizione Ascesa degli Eldrazi, dove sono presenti le prime carte non permanenti non-Artefatto dal costo unicamente incolore, e nella quale la stanza chiamata "Occhio di Ugin" ha un'importanza vitale nel corso della storia. Per di più, nella serie a fumetti dove viene narrato lo scontro fra Chandra, Jace e Sarkhan Vol (tutti Viandanti protagonisti di quella vicenda), Chandra è costretta ad imparare una nuova magia per sconfiggere l'avversario senza senno: il Fuoco Spettrale appunto.
- La carta Myr Sarcomita, pur avendo una natura di Artefatto, presenta nel suo costo di mana un mana colorato, introducendo di fatto quella che su Esper, uno dei piani presentati nell'espansione Frammenti di Alara, sarà la normalità.
- La carta Sentinella della Prateria Dorata fa parte di un ciclo di 6 Creature, tutte di tipo Mutamagia, ognuna di un colore più una Artefatto, capaci di mettere in gioco una pedina dotata di abilità attivate. Mentre le sue colleghe mettono in gioco copie pedine di carte già esistenti (Elfi di Llanowar, Goblin in Putrefazione, Elementale Scintillante, Folletta delle Nubi, Tramutante Meccanico) questa mette in gioco una copia della carta Vessatrice della Prateria Dorata, carta che verrà stampata solo nell'espansione Lorwyn. Non a caso, la Sentinella della Prateria Dorata è un Kithkin, un tipo di creature che in Lorwyn rappresenterà una delle cinque razze che ne popolano il piano.
- La carta Llanowar Rinata, pur essendo una Terra, presenta l'abilità Innesto 1, dell'espansione Discordia, che la fa entrare in gioco con un segnalino +1/+1. Per la prima volta uno di questi segnalini è assegnato ad un permanente diverso dalle Creature o dagli Artefatti.
- La carta Campo Lumitrama, la carta Ruota per Molare e la carta Caverna Zootica, rispettivamente un Incantesimo, un Artefatto ed una Terra, presentano l'abilità Metamorfosi, finora esclusiva delle Creature, che permette loro di entrare in gioco come Creatura 2/2 e di ritornare ciò che sono pagando un determinato costo.
- Alcuni Incantesimi di questa espansione hanno abilità che per essere giocate richiedono che l'Incantesimo venga TAPpato. Per esempio, l'Aura Abbraccio di Mutaroccia richiede di essere TAPpata per dare alla creatura incantata +2/-2.
- La carta Intimidatore di Bolwyr introduce il nuovo tipo di creatura Vigliacco.
- La carta Diadema dell'Alba e la carta Voluta Tessimagie presentano nuovi sottotipi di Aura, rispettivamente "Incanta Creatura che ha assegnata un'altra Aura." ed "Incanta Istantaneo in un cimitero." In particolare, quest'ultima è la prima abilità che permette ad un'Aura di essere assegnata ad una carta in un cimitero.
- La carta Tramutante Puntatrice e la carta Etermago Vedalken presentano nuovi tipi di abilità Ciclo: CicloTramutante e CicloMago.
- Alcune carte presentano abilità già presenti nel gioco che richiedono però un costo inusuale. Il Necrospettro di Strada ad esempio possiede l'abilità Ciclo con un costo di due punti vita al posto del solito costo di mana.